# New Zealand National Rugby Sevens Tournament
New Zealand National Rugby Sevens Tournament – prowadzone od 1975 roku przez New Zealand Rugby Union rozgrywki o mistrzostwo Nowej Zelandii w rugby 7. Startują w nich drużyny reprezentujące regionalne związki rugby.

## Historia
Turniej organizowany jest od roku 1975. W 2003 roku turniej nie odbył się, bowiem nie było chętnych do jego organizacji, od następnej edycji odbywał się zaś w Queenstown. W 2012 roku NZRU ogłosił konkurs na organizację zawodów, który na edycje 2014–2015 wygrało miasto Rotorua. Następnie postanowiono, że zawody pozostaną w regionie Zatoka Obfitości do roku 2018. Pod koniec 2017 roku ogłoszono, że prawa do organizacji turnieju na kolejne trzy edycje otrzymała Tauranga, dodatkowo zaplanowano je w nowym, grudniowym terminie. Przesunięcie zawodów ze stycznia na wcześniejszy miesiąc było umotywowane dostosowaniem do kalendarza nowozelandzkich reprezentacji, co z kolei przekładało się na wzmocnienie uczestniczących zespołów i zwiększenie poziomu rozgrywek.
Od 2013 roku prócz męskiego organizowany jest również turniej żeński.
Uczestnicy wyłaniani są we wcześniejszych regionalnych eliminacjach. W zawodach męskich bierze udział szesnaście zespołów, w pierwszej edycji turnieju żeńskiego uczestniczyło sześć drużyn, a od następnych natomiast dziesięć, a następnie dwanaście.

## Zwycięzcy

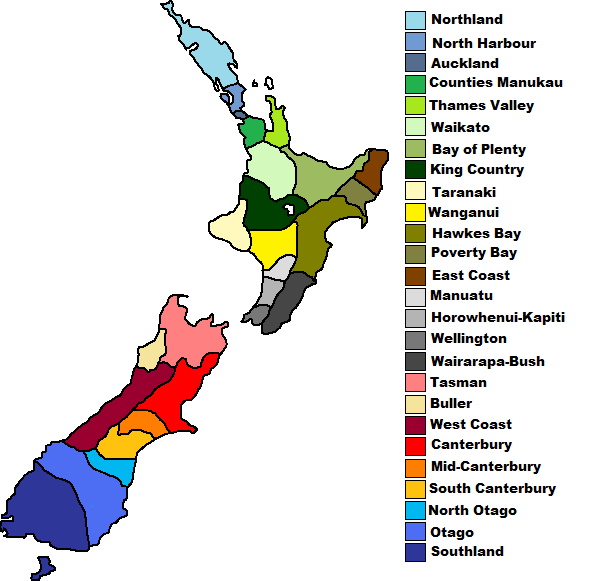
Uczestniczące zespoły

| Sezon | Gospodarz        | Zwycięzca        |
| ----- | ---------------- | ---------------- |
| 1975  | Auckland         | Marlborough      |
| 1976  | Christchurch     | Marlborough      |
| 1977  | Blenheim         | Manawatu         |
| 1978  | Hamilton         | Manawatu         |
| 1979  | Palmerston North | Manawatu         |
| 1980  | Palmerston North | Auckland         |
| 1981  | Palmerston North | Taranaki         |
| 1982  | Feilding         | Taranaki         |
| 1983  | Feilding         | Auckland         |
| 1984  | Feilding         | Auckland         |
| 1985  | Feilding         | Counties Manukau |
| 1986  | Feilding         | North Harbour    |
| 1987  | nie odbył się    | nie odbył się    |
| 1988  | nie odbył się    | nie odbył się    |
| 1989  | Christchurch     | North Harbour    |
| 1990  | Pukekohe         | Auckland         |
| 1991  | Palmerston North | Auckland         |
| 1992  | Palmerston North | North Harbour    |
| 1993  | Palmerston North | Canterbury       |
| 1994  | Palmerston North | Counties Manukau |
| 1995  | Palmerston North | Counties Manukau |
| 1996  | Palmerston North | Waikato          |
| 1996  | Palmerston North | Waikato          |
| 1997  | Rotorua          | Waikato          |
| 1998  | Rotorua          | Waikato          |
| 1999  | Palmerston North | North Harbour    |
| 2000  | Palmerston North | North Harbour    |
| 2001  | Palmerston North | North Harbour    |
| 2002  | Palmerston North | Wellington       |
| 2003  | nie odbył się    | nie odbył się    |
| 2004  | Queenstown       | North Harbour    |
| 2005  | Queenstown       | Auckland         |
| 2006  | Queenstown       | Auckland         |
| 2007  | Queenstown       | Auckland         |
| 2008  | Queenstown       | Auckland         |
| 2009  | Queenstown       | North Harbour    |
| 2010  | Queenstown       | Waikato          |
| 2011  | Queenstown       | Auckland         |
| 2012  | Queenstown       | Auckland         |
| 2013  | Queenstown       | Taranaki         |
| 2014  | Rotorua          | Wellington       |
| 2015  | Rotorua          | Waikato          |
| 2016  | Rotorua          | Counties Manukau |
| 2017  | Rotorua          | Counties Manukau |
| 2018  | Rotorua          | Waikato          |
| 2018  | Tauranga         | Tasman           |
| 2019  | Tauranga         | Waikato          |